# 苏珊·伦格伦体育公园

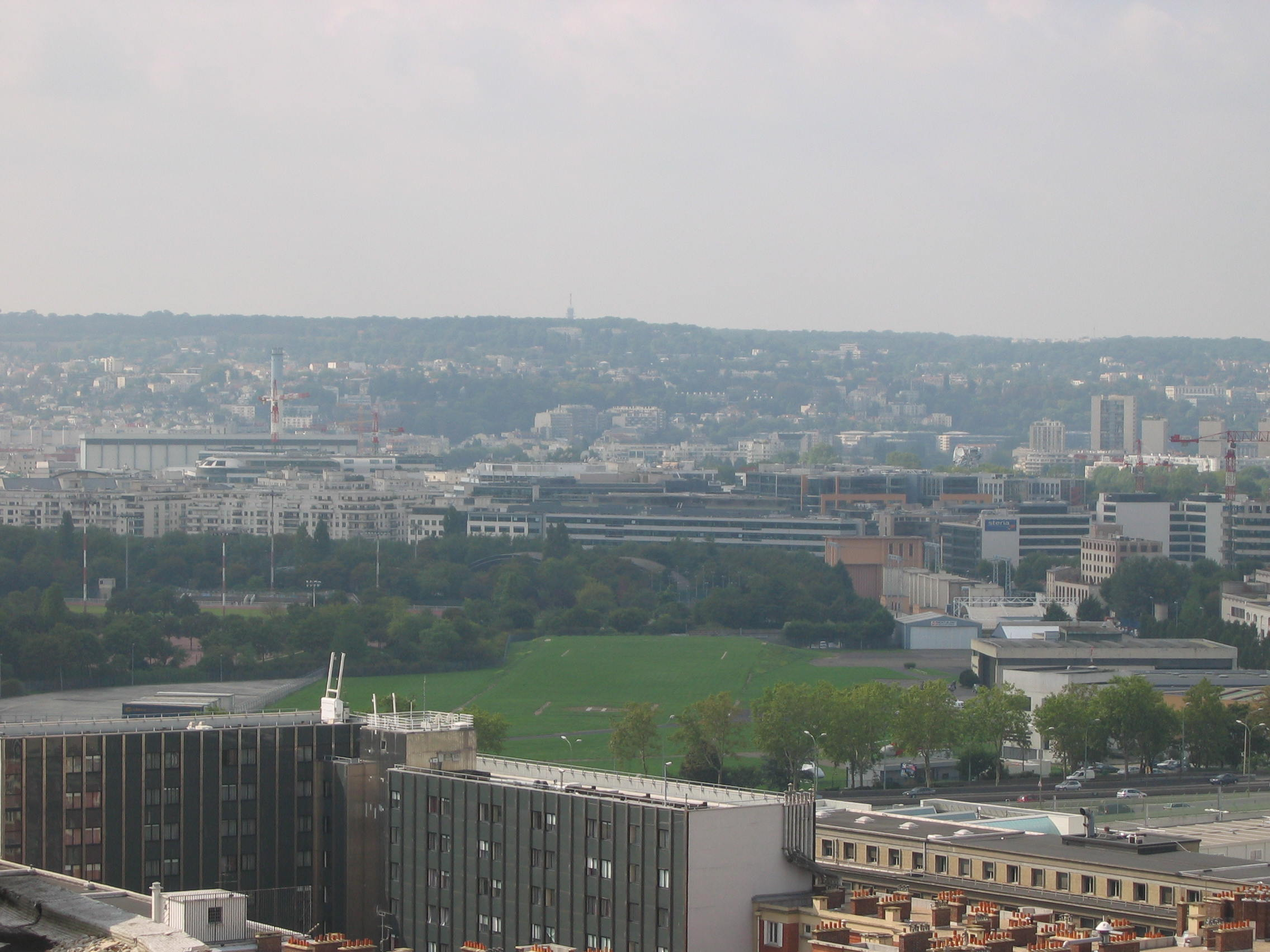
远眺苏珊·伦格伦体育公园一带

苏珊·伦格伦体育公园（Parc omnisport Suzanne-Lenglen）是一个纪念前法国网球名将苏珊·伦格伦的公园，位于巴黎十五区伊西莱穆利诺。公园名字旨在向法国网球运动员苏珊-朗格伦（1899-1938）致敬。

## 交通
人们可以乘坐巴黎公共交通到达公园。公园附近有T2有轨电车的苏珊·伦格伦站，还有地铁8号线和T3a有轨电车巴拉尔站，和公交车39、42、88、169和260路。
开车的游客可以通过巴黎环城大道的塞夫勒门（Porte de Sèvres）出口到达公园。

## 体育活动
众多的运动区（足球、网球、板球、橄榄球、田径、篮球和手球）散布在长长的蜿蜒小路上。整个公园位于一座小型的人工山上，并被大量的植物覆盖。
公园还有一个带滑梯和秋千的儿童游乐场和一个生态池塘。
一个特别之处是，运动场与景观花园融为一体，使运动员可以在一个愉快的环境中运动。